# Matfett

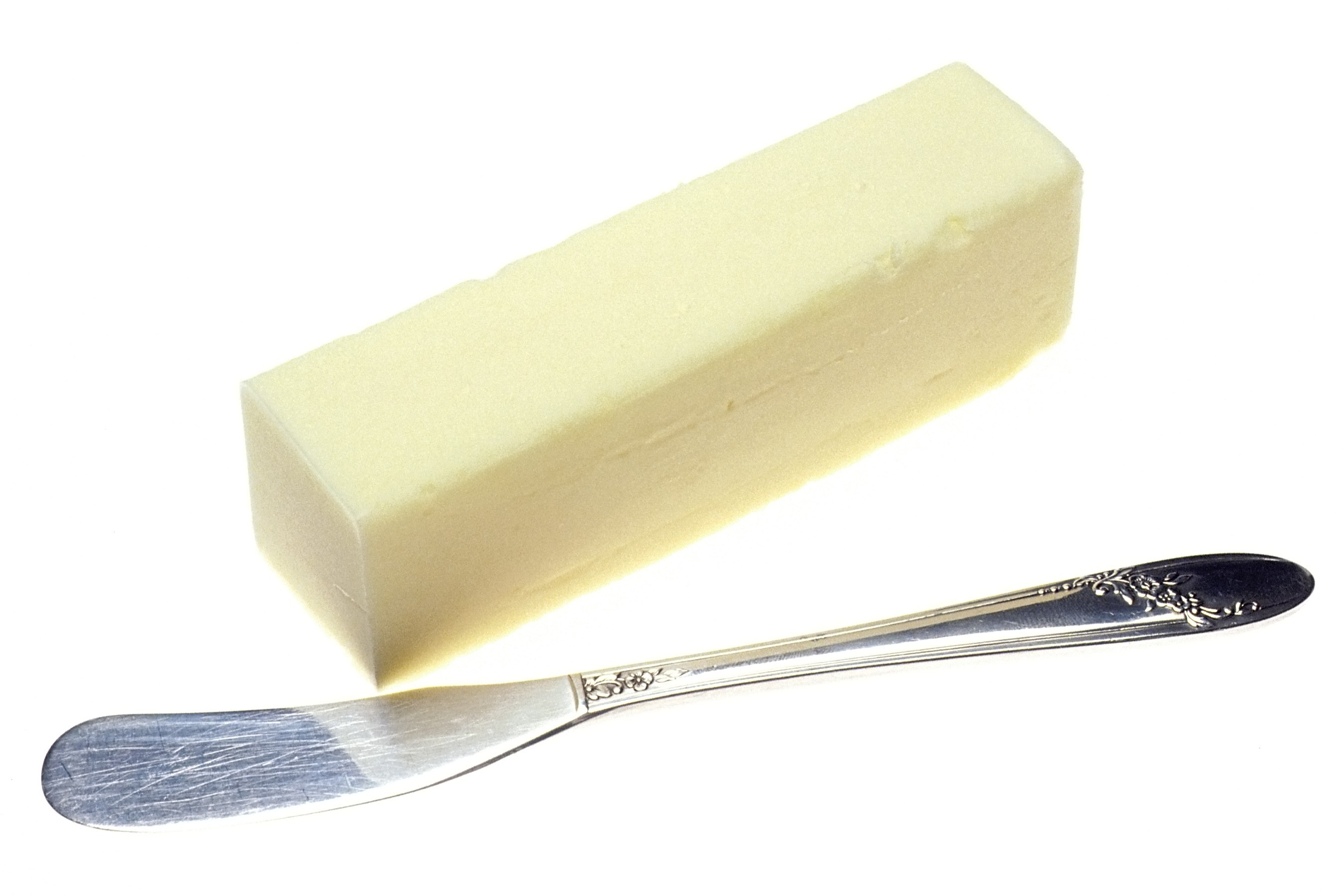
Smör är en vanlig typ av matfett.

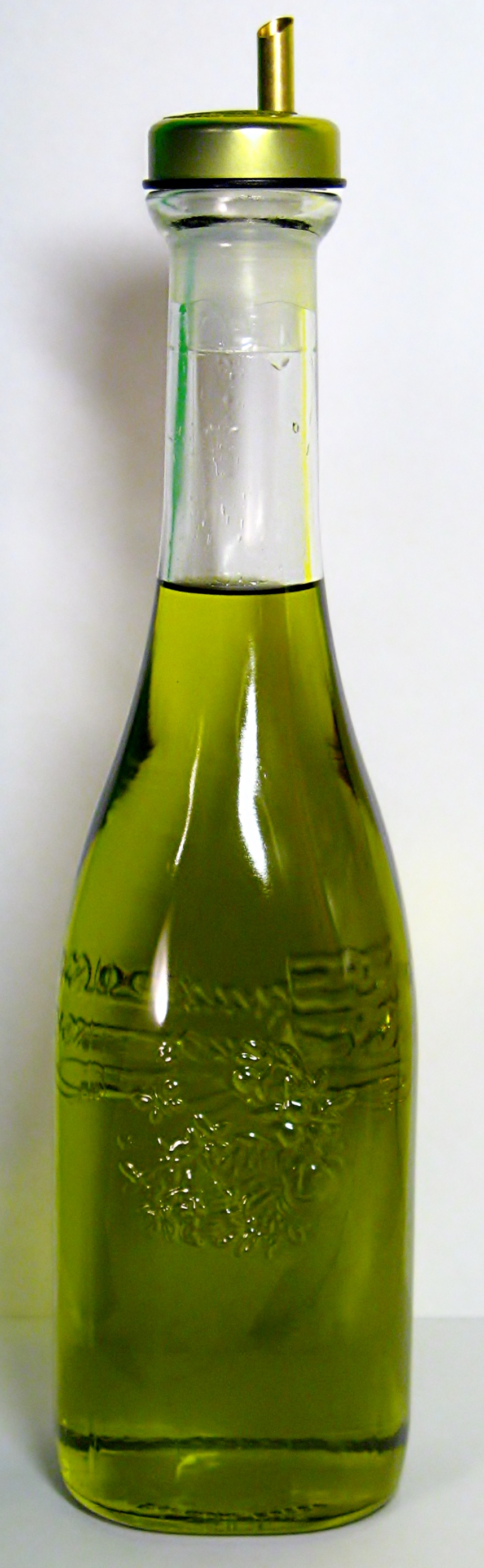
Olivolja.

Matfett är de livsmedel som till stor del består av fett. Vissa fetter lämpar sig bättre för bakning än för stekning, medan somliga är mer allsidiga. Vissa matfetter består av kombinationer. Vissa matfetter innehåller härdat fett. Fetthalten kan variera och fetterna innehåller ofta kombinationer av mättade, enkelomättade och fleromättade fettsyror. Smör, kokosfett och ister innehåller huvudsakligen mättat fett. 
De mättade anses oftast vara dåliga, medan de omättade (enkel- och fleromättade) oftast brukar anses vara bra. Exempel på fleromättat fett är omega-3 som finns i vissa fisksorter. Även andra aspekter i olika fettsorter har uppmärksammats, bland annat har man nu kommit fram till att transfett och härdat fett, som finns i flera av dagens kex, kakor och brödsorter, kan vara skadligt för hälsan.
Exempel på matfett:

## Animaliskt fett
- ister
- smör
- späck
- talg

## Vegetabiliskt fett
- kokosfett
- palmolja
- olivolja
- majsolja
- rapsolja
- sesamolja
- solrosolja
- linfröolja
- jordnötsolja